# 김양수 (1960년)
김양수(1960년 11월 1일~)는 대한민국의 정치인이다. 제17대 국회의원을 지냈다.

## 역대 선거 결과
|  | 24.81% |

|  | 35.87% |

|  | 13.82% |